# Pseudosyrtis calcaris
Pseudosyrtis calcaris är en plattmaskart som beskrevs av Sopott-Ehlers 1976. Pseudosyrtis calcaris ingår i släktet Pseudosyrtis och familjen Otoplanidae. Inga underarter finns listade i Catalogue of Life.